# Julien Brochard
Pour les articles homonymes, voir Brochard.
Julien Brochard est un homme politique socialiste belge né à Liège en 1926 et mort le 29 mars 2004.

## Biographie
Professeur de géographie puis proviseur de l'athénée de Thuin, il fut bourgmestre de la ville de Thuin à deux reprises de 1970-1976 et de 1982 à 1988.